# Новый Ризадей
 Новый Ризадей — село в Сызранском районе Самарской области в составе сельского поселения Новая Рачейка. 

## География
Находится на расстоянии примерно 8 километров по прямой на запад от юго-западной окраины районного центра города Сызрань.

## Население
Постоянное население составляло 134 человека (98% русские) в 2002 году, 90 в 2010 году.